# Xanthorhoe brachytoma
Xanthorhoe brachytoma är en fjärilsart som beskrevs av Louis Beethoven Prout 1933. Xanthorhoe brachytoma ingår i släktet Xanthorhoe och familjen mätare. Inga underarter finns listade i Catalogue of Life.